# Keizō Kitajima
Keizō Kitajima (北島 敬三, Kitajima Keizō, né en 1954) est un photographe japonais.

## À propos de l’œuvre
Pour Keizo Kitajima, la photographie est une « manière de faire l’expérience du monde ». Durant sa carrière, il a produit des images qui révèlent souvent une partie de l'environnement dans lequel les personnages photographiés existent. Il a également produit des paysages où la figure humaine n'existe pas. Son travail a tourné autour de plusieurs sociétés : le Japon, mais aussi la Russie à l'époque de la chute de l'URSS et l’occident, sans jamais prendre de sens politique.